# Ivan Vladislavic
Ivan Vladislavic, född 1957 i Pretoria, Sydafrika, är en sydafrikansk författare.
Han fick sin universitetsexamen vid Witwatersranduniversitet i Johannesburg 1979. Efter detta arbetade han på den sydafrikanska tidskriften Staffrider. Hans första bok, novellsamlingen  Missing persons kom ut 1989 och blev mycket uppmärksammad i Sydafrika som en av de unga starka författarskapen.
Hans debutroman, The Folly, gavs ut 1993 och är en allegorisk berättelse om de rumsliga och arkitektoniska uppdelningarna som apartheidsystem innebar. 
Hans författarskap utmärker sig av att fånga och illustrera Sydafrikas och sydafrikanernas förändring från apartheidtiden till postapartheid-eran det vill säga dagens demokratiska om än problemfyllda Sydafrika. Hans utgångspunkt är ofta frågor kring makt, plats och språk. 
Till skillnad från samtida författare med liknande bakgrund så som J.M. Coetzee och Nadine Gordimer är Vladislavic berättelser, speciellt i hans tidiga böcker, fyllda av det fantastiska och otroliga.

### Som redaktör
- Ten years of Staffrider (antologi) - 1988
- blank____ : Architecture, apartheid and after (antologi) - 1998